# Parque Granja Escuela Rey Felipe VI
El Parque Granja Escuela Rey Felipe VI es un espacio público de carácter educativo, recreativo y medioambiental ubicado en la ciudad de Melilla, España. Dependiente de la Consejería de Bienestar Social, se ha consolidado como un referente local por su enfoque pedagógico, su compromiso con la sostenibilidad y su accesibilidad universal. El parque combina actividades educativas, terapéuticas, medioambientales y sociales, además de ofrecer instalaciones adaptadas y espacios naturales.

## Historia
El origen del parque se remonta a 1916, cuando se estableció una granja agrícola de colonización en el contexto de las políticas del régimen franquista para fomentar la autosuficiencia alimentaria y la colonización interior. Inicialmente, su función principal fue apoyar la producción agrícola local.
Con el paso del tiempo, el espacio fue evolucionando hacia usos educativos y sociales. En 1999, se inauguró oficialmente como Granja Escuela Gloria Fuertes, en homenaje a la reconocida poeta española, defensora de la infancia, la cultura y la igualdad. Esta nueva etapa marcó su consolidación como un espacio de educación ambiental, formación profesional y terapias asistidas con animales, especialmente dirigido a colectivos vulnerables como menores, personas con discapacidad, mayores y centros educativos.
En 2017, el Gobierno de Melilla propuso cambiar su denominación a Parque Granja Escuela Rey Felipe VI. La medida fue aprobada en la Asamblea, pese a la oposición del PSOE y la abstención del partido Coalición por Melilla (CPM), lo que generó cierta polémica ciudadana por la posible pérdida del legado simbólico de Gloria Fuertes. Como solución intermedia, se acordó que el conjunto del parque adoptaría el nuevo nombre, mientras que el centro educativo podría seguir identificado en determinados contextos con el de la poeta.
El cambio se hizo oficial en 2018, durante un acto encabezado por el entonces presidente melillense Juan José Imbroda, acompañado de la instalación de un monolito conmemorativo.

## Características
El parque cuenta con zonas ajardinadas, huertos urbanos, una reserva natural de pequeño tamaño y diversas instalaciones destinadas a la realización de actividades pedagógicas y terapéuticas. Entre sus elementos paisajísticos y de servicio destacan:
- Huertos sociales.
- Espacios para la interacción con animales.
- Zonas de sombra con pérgolas.
- Bancos y áreas de descanso.
- Un parque infantil adaptado.[12]
- El Museo de Fósiles y Minerales, con fines educativos.[13]

## Actividades

### Educación ambiental
El parque desarrolla un programa educativo con rutas guiadas adaptadas a distintos niveles escolares, orientadas a fomentar la conciencia ecológica y el respeto por la biodiversidad local.

### Terapias asistidas
Se llevan a cabo programas de equinoterapia y terapias asistidas con animales, especialmente dirigidas a niños con trastorno del espectro autista (TEA) y otras necesidades especiales. Además de programas para personas con Alzheimer: En colaboración con la Asociación de Familiares de Enfermos de Alzheimer (AFAL Melilla), se desarrollan programas terapéuticos que promueven la estimulación, independencia y autonomía personal de los participantes.

### Huertos sociales
Los huertos están destinados principalmente a personas mayores, fomentando la actividad física, el aprendizaje agrícola y la cohesión social.

### Formación profesional
A lo largo del año, el parque acoge actividades formativas en el ámbito de la sostenibilidad, el bienestar animal y la gestión ambiental, dirigidas tanto a jóvenes como a adultos.

## Fauna
El parque alberga una gran variedad de animales que desempeñan una función educativa, terapéutica y de conservación. Entre ellos se encuentran:

### Animales domésticos
- Caballos, utilizados en programas de equinoterapia.
- Cabras, vacas, gallinas, patos y pavos reales.
- Aves tropicales, como loros y una ninfa en el aviario.

### Fauna autóctona y especies protegidas
- Tortuga mora, erizo moruno y sapillo pintojo norteafricano, en programas de conservación.
- Murciélagos, geckos, lagartijas y aves insectívoras como carboneros y herrerillos.

### Insectos y polinizadores
- Abejas y abejorros, junto a mariposas y avispas, esenciales para el ecosistema.

### Otros habitantes
- Erizos morunos y vegetación autóctona que proporcionan hábitat a diversas especies.

Este ecosistema diverso contribuye a la conservación y biodiversidad de Melilla.

## Servicios y equipamientos
Durante los últimos años, el parque ha sido objeto de importantes mejoras:
- Instalación de pérgolas y sistemas de sombreo textil para reducir el impacto térmico.
- Bancos de obra en zonas clave del recorrido.
- Accesos y señalética adaptados a personas con movilidad reducida.
- Instalación de un desfibrilador automático (DESA) y formación del personal en primeros auxilios, lo que le convierte en el primer parque cardiosaludable de Melilla.[23]

## Gestión y administración
El parque está gestionado por la Consejería de Bienestar Social y Salud Pública de la Ciudad Autónoma de Melilla. Cuenta con la colaboración de entidades educativas, sociales y sanitarias, y promueve la participación ciudadana mediante programas de voluntariado y eventos educativos.

## Impacto social y educativo
El parque recibe cada año a miles de visitantes, incluidos escolares, asociaciones, familias y colectivos vulnerables. Su enfoque multidisciplinar lo ha convertido en un espacio de referencia en la ciudad para la educación ambiental, la inclusión social y la salud comunitaria.

## Ubicación y acceso
El parque está situado en el área periurbana de Melilla y cuenta con accesos habilitados para transporte público y privado. Dispone de rutas accesibles para personas con movilidad reducida. Los horarios y actividades pueden consultarse en su sitio web oficial.